# Словенски језици
Словенски језици чине групу језика која, заједно са балтичким језицима, формира балтословенску грану индоевропских језика. Сви словенски језици су потекли од прасловенског језика, данас изумрлог, који се говорио током раног средњег века, за које се претпоставља да потичу од ранијег прабалтословенског језика, повезујући словенске језике са балтичким језицима у балтословенској групи унутар индоевропске породице.
Словенски језици су конвенционално (такође на основу екстралингвистичких карактеристика) подељени у три подгрупе: исток, запад и југ, који заједно чине више од 20 језика. Од тога, њих 10 има најмање милион говорника и имају званичан статус националних језика земаља у којима се претежно говоре: руски, белоруски и украјински (источне групе), пољски, чешки и словачки језик (западне групе) и бугарски и македонски (источни дијалекти јужне групе), и српскохрватски и словеначки (западни дијалекти јужне групе). Поред тога, Александр Дуличенко препознаје низ словенских микројезика: изоловане етнолекте и периферне дијалекте устаљенијих словенских језика.
Тренутна географска дистрибуција матерњих словенских језика укључује Јужну Европу, Централну Европу, Балкан, источну Европу и све од Сибира до Руског далеког истока. Даље, дијаспоре многих словенских народа успоставиле су изоловане мањине говорника својих језика широм света. Процењено је да је број говорника свих словенских језика на прелазу у двадесет први век износио 315 милиона. То је највећа етно-језичка група у Европи.

## Класификација
Упркос веома уочљивој сродности словенских језика и њиховој великој типолошкој сличности, словенски свет је знатно изразитије издиференциран бројем књижевних (стандардних) језика него квалитетом и распоном славенских међудијалекатсих разлика, поготову ако се у том погледу направи поређење са језичком ситуацијом, на пример, у Немачкој, Француској или Шпанији, где наспрам већих регионалних језичких разлика постоји само по један књижевни језик (у знатно ужој сфери употребе у Француској постоји и окситански [или провансалски], а у Шпанији каталонски). (Знатан изузетак чини релативно јасна граница између западне и источне гране јужнословенских језика.) Штавише, тенденције ка издвајању нових књижевних језика у славенском језичком свету сежу до најновије историје, чему готово да нема паралеле другде у Европи.
Словенски језици се деле на три групе: јужну, источну и западну.
индоевропски језици
- сатемски језици
  - балтословенски језици
    - словенски језици
      - јужнословенски језици
        - западни
          - српскохрватски језици
            - српски језик
            - црногорски језик[9]
            - бошњачки језик
            - хрватски језик

          - словеначки језик

        - источни
          - македонски језик
          - бугарски језик
          - старословенски језик

      - источнословенски језици[10]
        - руски језик
        - украјински језик
        - белоруски језик
        - русински језик

      - западнословенски језици
        - лехитски језици
          - пољски језик
          - шлески језик
          - кашупски језик

        - лужичкосрпски језици
          - горњолужичкосрпски језик
          - доњолужичкосрпски језик

        - чешкословачки језици
          - чешки језик
          - словачки језик

Изворни словенски лингвоними су, према изложеном редоследу: руски језик, украјински језик, белоруски језик, пољски језик, чешки језик (чештина), словачки језик (словенчина), горњолужичкосрпски језик, доњолужичкосрпски језик (долносербски језик), српскохрватски језик, бугарски език, словеначки језик (словеншчина), македонски јазик. Према структури словенски језици су доста сличнији од других језичких група, али словенски књижевни језици се на више начина међусобно разликују.
У погледу броја говорних представника појединих језика словенски језици обухватају и тако велике језике као што су руски (једини словенски језик који је по размерама у којима функционише и светски језик), украјински или пољски и, с друге стране, књижевне микро језике, као што је, на пример, русински језик у Југославији, или језик Градишћанских Хрвата у Аустрији, или језик Молишких Словена у области Молизе у средњој Италији итд.
Пољским језиком говори у Пољској, поред Пољака, и око сто педесет хиљада Кашуба (данас готово сасвим измешаних са Пољацима), које неки сматрају засебним словенским народом, док су, према (преовлађујућем) мишљењу других, Кашуби данас део пољског народа.
Друкчији је пример Лужичких Срба. Тај словенски народ има два књижевна језика (горњолужичкосрпски и доњолужичкосрпски) који се у новијој славистици са доста основа третирају и као две књижевне варијанте истог језика. Варијантна књижевнојезичка подељеност Лужичких Срба у знатној мери је историјски условљена њиховом конфесионалном подељеношћу.
И у погледу варијантне издиференцираности или блискосродне језичности словенски језици су веома сродни и могу да се поделе у сродне групе: полапски језици (кашупски језик, шлески језик, пољски језик), чехословачки језици (чешки језик, словачки језик), лужичкосрпски језици (доњолужичкосрпски језик, горњолужичкосрпски језик), запраднојужнословенски језици (у које спада српскохрватски језик, са својом хрватском варијантом, српском варијантом, босанском варијантом и црногорском варијантом, и словеначки језик), источнојужнословенски језици у које спадају бугарско-македонски језици (бугарски језик, македонски језик и црквенословенски језик). Источнословенски језици су: руски језик, белоруски језик, украјински језик и русински језик.
Словенски језици међусобно се разликују и у погледу континуитета књижевнојезичког статуса. Најстарији словенски књижевни језик - старословенски језик створен је још у  веку, а најмлађи, македонски и русински, стекли су статус књижевног (стандардног) језика у савременом смислу речи тек после Другог светског рата. Континуитет развоја готово свих словенских књижевних језика био је због неповољних историјских околности ометан или чак у дужем периоду и прекидан, што најмање важи за руски књижевни језик.
Савремени словенски језици су, по природи ствари, живи језици, али у историји словенских језика било је и таквих који више не постоје. Поред старословенског језика, који данас постоји као богослужбени језик православних словенских цркава (у том случају се назива црквенословенски) те се зато и не може сматрати мртвим језиком у правом смислу речи, у мртве словенске језике спадају западнословенски језици: полапски и словински.
Полапским језиком говорило се на широкој територији између доње и средње Лабе (Елбе) на западу и доње Одре на истоку. Од 10. века Полапски Словени потпали су под германску власт, у  веку су изгубили национални идентитет, а ускоро затим нестали су и последњи људи који су говорили полапски језик. Захваљујући неколицини научника и аматера који су посветили извесну пажњу полапском језику пре него што је дефинитивно престао да постоји, записани су текстови на том језику и састављен мали речник, што је касније омогућило његову граматичку реконструкцију.
Словински језик, према неким мишљењима један од кашупских дијалеката (данас група пољских дијалеката), којим су говорили Поморански Словени (око језера Леба и Гардно у пољском Поморју) одржао се дуже - до средине XX века, иако су говорни представници тог језика такође били изложени германизацији. Боље је и потпуније описан од полапског језика, а 1950. године чак је направљен и магнетофонски запис говора једног од последњих живих представника тог језика.
Словенски језици се међусобно разликују и према томе како је текао процес формирања књижевног језика у сваком поједином случају.